# مات براينت (لاعب كرة قدم أمريكية)
مات براينت (بالإنجليزية: Matt Bryant)‏ هو لاعب كرة قدم أمريكية أمريكي، ولد في 29 مايو 1975 في أورانج في الولايات المتحدة.

## وصلات خارجية
- مات براينت على موقع مرجع كرة القدم المحترفة.كوم (الإنجليزية)